# Copa Desafío de la AFC 2012
La Copa Desafío de la AFC 2012 fue la cuarta edición de la Copa Desafío de la AFC, torneo de fútbol que reunía a las selecciones nacionales de Asia de más bajo nivel. Fue organizado por la Confederación Asiática de Fútbol (AFC) y se disputó entre el 8 y el 19 de marzo en Nepal, con la participación de 8 seleccionados nacionales masculinos.
Corea del Norte se consagró campeón del certamen por segunda vez consecutiva, derrotando por 2-1 en la final a Turkmenistán, mismo rival al que había superado en el partido definitorio de la edición anterior. Gracias a ello, se clasificó de manera automática a la Copa Asiática 2015.

## Elección del país anfitrión
Maldivas, Nepal, y Palestina mostraron su interés para organizar el torneo. La decisión final fue tomada por el comité ejecutivo de la Confederación Asiática de Fútbol el 29 de julio de 2011, entregando la sede a Nepal.

### Sede
El torneo se desarrolló en su totalidad en la ciudad de Katmandú, siendo dos los estadios que actuaron como sede.
| Katmandú                         | Katmandú         |
| -------------------------------- | ---------------- |
| Distrito de Katmandú (UTC+05:45) |                  |
| Estadio Dasarath Rangasala       | Estadio Halchowk |
| Capacidad: 17 800                | Capacidad: 3 500 |
|                                  |                  |

## Formato
Las 8 selecciones participantes fueron divididas en 2 grupos de 4 equipos cada una. Dentro de cada grupo, las selecciones se enfrentaron bajo el sistema de todos contra todos, a una sola rueda, de manera tal que cada una de ellas disputó tres partidos. Los puntos se computaron a razón de 3 —tres— por partido ganado, 1 —uno— en caso de empate y 0 —cero— por cada derrota.
Las dos selecciones de cada grupo mejor ubicadas en la tabla de posiciones final pasaron a las semifinales. El orden de clasificación se determinó teniendo en cuenta los siguientes criterios, en orden de preferencia:
1. El mayor número de puntos obtenidos.
2. El mayor número de puntos obtenidos en los partidos entre los equipos en cuestión.
3. La mayor diferencia de goles en los partidos entre los equipos en cuestión.
4. El mayor número de goles anotados por cada equipo en los partidos entre los equipos en cuestión.
5. La mayor diferencia de goles en todos los partidos del grupo.
6. El mayor número de goles a favor en todos los partidos del grupo.
7. Tiros desde el punto penal (si ambos equipos hubieran empatado en todos los criterios anteriores y se encontraran al mismo tiempo en el campo de juego).
8. Puntos de juego limpio.
9. Sorteo del comité organizador.

Los cuatro clasificados disputaron las semifinales. Los perdedores de dicha instancia disputaron el partido por el tercer puesto, y los vencedores jugaron la final, cuyo ganador se consagró campeón.
El sistema de puntos de juego limpio toma en consideración las tarjetas amarillas y rojas recibidas en todos los partidos de la fase de grupos, deduciendo puntos como se indica en la siguiente lista:
- cada tarjeta amarilla: menos 1 punto
- tarjeta roja como consecuencia de una segunda tarjeta amarilla: menos 3 puntos
- tarjeta roja directa: menos 3 puntos
- tarjeta amarilla y roja directa: menos 4 puntos

## Equipos participantes
Fue la primera vez en la que el torneo no contó con selecciones clasificadas de forma automática. Para determinar a los 8 participantes de la fase final, se jugó una instancia clasificatoria entre febrero y abril de 2011 que fue disputada en dos rondas por un total 20 seleccionados.
En cursiva los equipos debutantes.
| Equipos participantes | Equipos participantes | Equipos participantes | Equipos participantes |
| --------------------- | --------------------- | --------------------- | --------------------- |
| Corea del Norte       | India                 | Nepal                 | Tayikistán            |
| Filipinas             | Maldivas              | Palestina             | Turkmenistán          |

## Fase de grupos
- Los horarios son correspondientes a la hora de Nepal (UTC+5:45).

### Grupo A
| Pos. | Equipo       | Pts. | PJ | G | E | P | GF | GC | Dif. | Clasificación |
| ---- | ------------ | ---- | -- | - | - | - | -- | -- | ---- | ------------- |
| 1    | Turkmenistán | 7    | 3  | 2 | 1 | 0 | 6  | 1  | +5   | Semifinales   |
| 2    | Palestina    | 7    | 3  | 2 | 1 | 0 | 4  | 0  | +4   | Semifinales   |
| 3    | Maldivas     | 3    | 3  | 1 | 0 | 2 | 2  | 5  | −3   |               |
| 4    | Nepal        | 0    | 3  | 0 | 0 | 3 | 0  | 6  | −6   |               |

 Fuente: RSSSF
| 8 de marzo de 2012   | Turkmenistán                             | 3:1 (1:1) | Maldivas    | Estadio Halchowk, Katmandú                                   |                                                              |
| 15:00 NPT (UTC+5:45) | Mingazow 33' · Çoňkaýew 78' · Amanow 85' |           | Adhuham 20' | Asistencia: 1 000 espectadores Árbitro(s): Yousef Al Marzouq | Asistencia: 1 000 espectadores Árbitro(s): Yousef Al Marzouq |

| 8 de marzo de 2012   | Nepal | 0:2 (0:1) | Palestina             | Estadio Dasarath Rangasala, Katmandú                   |                                                        |
| 17:00 NPT (UTC+5:45) |       |           | Attieh 4' · Attal 65' | Asistencia: 12 300 espectadores Árbitro(s): Ryūji Satō | Asistencia: 12 300 espectadores Árbitro(s): Ryūji Satō |

| 10 de marzo de 2012  | Palestina | 0:0 | Turkmenistán | Estadio Halchowk, Katmandú                              |                                                         |
| 15:00 NPT (UTC+5:45) |           |     |              | Asistencia: 1 000 espectadores Árbitro(s): Ko Hyung-jin | Asistencia: 1 000 espectadores Árbitro(s): Ko Hyung-jin |

| 10 de marzo de 2012  | Maldivas    | 1:0 (0:0) | Nepal | Estadio Dasarath Rangasala, Katmandú                           |                                                                |
| 17:00 NPT (UTC+5:45) | Rasheed 51' |           |       | Asistencia: 10 000 espectadores Árbitro(s): Dmitriy Mashentsev | Asistencia: 10 000 espectadores Árbitro(s): Dmitriy Mashentsev |

| 12 de marzo de 2012  | Nepal | 0:3 (0:1) | Turkmenistán                                    | Estadio Dasarath Rangasala, Katmandú                   |                                                        |
| 15:00 NPT (UTC+5:45) |       |           | Tagaýew 7' · Biraj 79' (a.g.) · Hangeldiýew 89' | Asistencia: 2 400 espectadores Árbitro(s): Ali Sabbagh | Asistencia: 2 400 espectadores Árbitro(s): Ali Sabbagh |

| 12 de marzo de 2012  | Maldivas | 0:2 (0:0) | Palestina               | Estadio Halchowk, Katmandú                                  |                                                             |
| 15:00 NPT (UTC+5:45) |          |           | Wadi 59' · Nu'man 90+4' | Asistencia: 300 espectadores Árbitro(s): Dmitriy Mashentsev | Asistencia: 300 espectadores Árbitro(s): Dmitriy Mashentsev |

### Grupo B
| Pos. | Equipo          | Pts. | PJ | G | E | P | GF | GC | Dif. | Clasificación |
| ---- | --------------- | ---- | -- | - | - | - | -- | -- | ---- | ------------- |
| 1    | Corea del Norte | 9    | 3  | 3 | 0 | 0 | 8  | 0  | +8   | Semifinales   |
| 2    | Filipinas       | 6    | 3  | 2 | 0 | 1 | 4  | 3  | +1   | Semifinales   |
| 3    | Tayikistán      | 3    | 3  | 1 | 0 | 2 | 3  | 4  | −1   |               |
| 4    | India           | 0    | 3  | 0 | 0 | 3 | 0  | 8  | −8   |               |

 Fuente: RSSSF
| 9 de marzo de 2012   | Corea del Norte                      | 2:0 (0:0) | Filipinas | Estadio Halchowk, Katmandú                              |                                                         |
| 15:00 NPT (UTC+5:45) | Pak Nam-chol 58' · Jang Kuk-chol 70' |           |           | Asistencia: 1 500 espectadores Árbitro(s): Pratap Singh | Asistencia: 1 500 espectadores Árbitro(s): Pratap Singh |

| 9 de marzo de 2012   | India | 0:2 (0:0) | Tayikistán                     | Estadio Dasarath Rangasala, Katmandú                 |                                                      |
| 17:00 NPT (UTC+5:45) |       |           | Khamroqulov 61' · Davronov 66' | Asistencia: 700 espectadores Árbitro(s): Ali Sabbagh | Asistencia: 700 espectadores Árbitro(s): Ali Sabbagh |

| 11 de marzo de 2012  | Tayikistán | 0:2 (0:1) | Corea del Norte                     | Estadio Halchowk, Katmandú                                   |                                                              |
| 15:00 NPT (UTC+5:45) |            |           | Pak Nam-chol 4' · Jang Kuk-chol 86' | Asistencia: 1 000 espectadores Árbitro(s): Yousef Al Marzouq | Asistencia: 1 000 espectadores Árbitro(s): Yousef Al Marzouq |

| 11 de marzo de 2012  | Filipinas               | 2:0 (1:0) | India | Estadio Dasarath Rangasala, Katmandú                    |                                                         |
| 17:00 NPT (UTC+5:45) | P. Younghusband 10' 73' |           |       | Asistencia: 300 espectadores Árbitro(s): Chaiya Mahapab | Asistencia: 300 espectadores Árbitro(s): Chaiya Mahapab |

| 13 de marzo de 2012  | Corea del Norte                                                            | 4:0 (2:0) | India | Estadio Dasarath Rangasala, Katmandú                    |                                                         |
| 15:00 NPT (UTC+5:45) | Jon Kwang-ik 3' · Ri Kwang-hyok 34' · Pak Nam-chol 59' · Ri Chol-myong 70' |           |       | Asistencia: 200 espectadores Árbitro(s): Chaiya Mahapab | Asistencia: 200 espectadores Árbitro(s): Chaiya Mahapab |

| 13 de marzo de 2012  | Tayikistán     | 1:2 (1:0) | Filipinas                            | Estadio Halchowk, Katmandú                          |                                                     |
| 15:00 NPT (UTC+5:45) | Negmatov 45+1' |           | P. Younghusband 54' · Á. Guirado 80' | Asistencia: 800 espectadores Árbitro(s): Ryūji Satō | Asistencia: 800 espectadores Árbitro(s): Ryūji Satō |

## Fase de eliminatorias

### Cuadro de desarrollo
|  | Semifinales            | Semifinales     |                              |   | Final | Final |
|  |                        |                 |                              |   |       |       |
|  | 16 de marzo – Katmandú |                 |                              |   |       |       |
|  |                        |                 |                              |   |       |       |
|  | Turkmenistán           | 2               |                              |   |       |       |
|  | Turkmenistán           | 2               | 19 de marzo – Katmandú       |   |       |       |
|  | Filipinas              | 1               |                              |   |       |       |
|  | Filipinas              | 1               | Turkmenistán                 | 1 |       |       |
|  | 16 de marzo – Katmandú |                 | Turkmenistán                 | 1 |       |       |
|  |                        | Corea del Norte | 2                            |   |       |       |
|  | Corea del Norte        | Corea del Norte | 2                            | 2 |       |       |
|  | Corea del Norte        |                 |                              | 2 |       |       |
|  | Palestina              | 0               |                              |   |       |       |
|  | Palestina              | 0               | Partido por el tercer puesto |   |       |       |
|  |                        |                 |                              |   |       |       |
|  | 19 de marzo – Katmandú |                 |                              |   |       |       |
|  |                        |                 |                              |   |       |       |
|  | Filipinas              | 4               |                              |   |       |       |
|  | Filipinas              | 4               |                              |   |       |       |
|  | Palestina              | 3               |                              |   |       |       |

### Semifinales
| 16 de marzo de 2012  | Turkmenistán              | 2:1 (0:1) | Filipinas           | Estadio Dasarath Rangasala, Katmandú                  |                                                       |
| 14:30 NPT (UTC+5:45) | Amanow 80' · Çoňkaýew 86' | Reporte   | P. Younghusband 25' | Asistencia: 500 espectadores Árbitro(s): Ko Hyung-jin | Asistencia: 500 espectadores Árbitro(s): Ko Hyung-jin |

| 16 de marzo de 2012  | Corea del Norte         | 2:0 (1:0) | Palestina | Estadio Dasarath Rangasala, Katmandú                         |                                                              |
| 18:30 NPT (UTC+5:45) | Pak Kwang-ryong 42' 68' | Reporte   |           | Asistencia: 3 000 espectadores Árbitro(s): Yousef Al Marzouq | Asistencia: 3 000 espectadores Árbitro(s): Yousef Al Marzouq |

### Tercer puesto
| 19 de marzo de 2012  | Filipinas                                                       | 4:3 (3:1) | Palestina                    | Estadio Dasarath Rangasala, Katmandú                   |                                                        |
| 14:30 NPT (UTC+5:45) | P. Younghusband 4' 25' (pen.) · Á. Guirado 42' · J. Guirado 69' |           | Abuhabib 21' 67' · Attal 78' | Asistencia: 1 000 espectadores Árbitro(s): Ali Sabbagh | Asistencia: 1 000 espectadores Árbitro(s): Ali Sabbagh |

### Final
| 19 de marzo de 2012  | Turkmenistán | 1:2 (1:1) | Corea del Norte                              | Estadio Dasarath Rangasala, Katmandú                  |                                                       |
| 18:30 NPT (UTC+5:45) | Şamyradow 2' |           | Jong Il-gwan 36' · Jang Song-hyok 87' (pen.) | Asistencia: 9 000 espectadores Árbitro(s): Ryūji Satō | Asistencia: 9 000 espectadores Árbitro(s): Ryūji Satō |

|                            |
| Bandera de Corea del Norte |
| Campeón                    |
| Corea del Norte            |
| 2.º título                 |

## Estadísticas

### Tabla general
| Pos. | Equipo          | Pts | PJ | PG | PE | PP | GF | GC | Dif. | Rend.  |
| ---- | --------------- | --- | -- | -- | -- | -- | -- | -- | ---- | ------ |
| 1    | Corea del Norte | 15  | 5  | 5  | 0  | 0  | 12 | 1  | 11   | 100%   |
| 2    | Turkmenistán    | 10  | 5  | 3  | 1  | 1  | 9  | 4  | 5    | 66,66% |
| 3    | Filipinas       | 9   | 5  | 3  | 0  | 2  | 9  | 8  | 1    | 60%    |
| 4    | Palestina       | 7   | 5  | 2  | 1  | 2  | 7  | 6  | 1    | 46,66% |
| 5    | Tayikistán      | 3   | 3  | 1  | 0  | 2  | 3  | 4  | −1   | 33,33% |
| 6    | Maldivas        | 3   | 3  | 1  | 0  | 2  | 2  | 5  | −3   | 33,33% |
| 7    | Nepal           | 0   | 3  | 0  | 0  | 3  | 0  | 6  | −6   | 0%     |
| 8    | India           | 0   | 3  | 0  | 0  | 3  | 0  | 8  | −8   | 0%     |

### Goleadores
6 goles
- Phil Younghusband

3 goles
- Pak Nam-chol I

2 goles
- Jang Kuk-chol
- Pak Kwang-ryong
- Abdelhamid Abuhabib
- Fahed Attal
- Ángel Guirado
- Arslanmyrat Amanow
- Gahrymanberdi Çoňkaýew

1 gol
- Jang Song-hyok
- Jon Kwang-ik
- Jong Il-gwan
- Ri Chol-myong
- Ri Kwang-hyok
- Hassan Adhuham
- Mohamed Rasheed
- Alaa Atiya
- Ashraf Nu'man
- Houssam Wadi
- Juan Luis Guirado
- Nuriddin Davronov
- Akhtam Khamrakulov
- Aleksey Negmatov
- Guwanç Hangeldiýew
- Ruslan Mingazow
- Berdi Şamyradow
- Elman Tagaýew

Autogol
- Biraj Maharjan (ante Turkmenistán)

### Jugador Más Valioso
| Jugador      | Selección       |
| ------------ | --------------- |
| Pak Nam-chol | Corea del Norte |

### Premio al Juego Limpio
| Selección       |
| --------------- |
| Corea del Norte |